# A Dream Is a Wish Your Heart Makes
A Dream is a Wish Your Heart Makes é uma canção escrita e composta por David Mack, Al Hoffman e Jerry Livingston para o filme Cinderela da Walt Disney. Na música Cinderella (cantada por Ilene Woods), incentiva seus amigos animais de nunca parar de sonhar. Ao longo do ano foram feitos vários covers da música para linha de CDs da Disney. A música já foi cantada por Daniel Bedingfield para o DisneyMania 2, Kimberley Locke para o DisneyMania 3, Disney Channel Circle of Stars para o DisneyMania 4, Nikki Blonsky para o DisneyMania 6

## "Dream" como um tema recorrente na Disney
Tematicamente, as letras recordar os sentimentos expressos em "When You Wish Upon a Star" de Pinóquio (1940). Em equacionar um sonho com um desejo, a música estabelece que Cinderela é usar a palavra "sonho", no sentido metafórico de desejos que podem, como a letra promete, "em realidade." "When You Wish Upon a Star" faz a promessa desta mesma, assim como o material Disney, tais como os fogos de artifício show Lembre-se … Dreams Come True promoções e afins. O sentido literal da palavra, como algo que acontece "quando você está rápido" adormecido, reaparece em outra música da Disney, "Once Upon a Dream" de A Bela Adormecida (1959).

## Remakes
A versão original aparece em um CD da trilha sonora original, bem como várias compilações. Ilene Woods com Harold Mooney e sua Orquestra gravou a canção em Hollywood em 26 de outubro de 1949. Foi lançado pela RCA Victor Records como o número de catálogo 31-0014B (em E.U.A.) e pela EMI no seu rótulo Voice Master como números de catálogo B 9971, SG 272, HM 2753, JK 2679, SAB 7 e EA 3914.
Também foi gravado por uma série de outros artistas, incluindo Daniel Bedingfield, que cantou uma versão swing, Julie Andrews para seu álbum "Julie Andrews Selects Her Favorite Disney Songs" (2005), Nikki Blonsky, Michael Bolton, Ashley Brown, Perry Como, Hilary Duff, Eden, Kimberley Locke, Johnny Mathis, Cher, Bette Midler, Linda Ronstadt e Van Tomiko. Uma compilação de estúdio, Cinderella: Songs from the Fairy Tale Classic (1998) coloca a música em contexto com outros tratamentos musical da história da Cinderela, incluindo canções de Rodgers e Hammerstein, Sergey Prokofiev, Stephen Sondheim e os irmãos Sherman.
Perry Como com Mitchell Ayres e sua Orquestra gravou em Nova York, em 3 de outubro de 1949. Foi lançado pela RCA Victor Records como o número de catálogo 20-3607A (em E.U.A.) [3] e pela EMI no seu rótulo Voice Master como números de catálogo B 9961, HM 2730, SAB 8 e IP 615.
A canção também foi usada como parte dos títulos de abertura de várias iterações da série antológica Walt Disney, em especial no medley de O Maravilhoso Mundo de Disney (1969-1979) e no mundo mágico da Disney (1988).

## Outras mídias
O ex-Mouseketeer autobiografia Annette Funicello de 1994 é nomeado após esta canção de Cinderella. O título completo do livro, que foi coescrito por Patricia Romanowski, é um sonho é um desejo que seu coração faz: My Story (ISBN 0-7868-8092-9). Uma versão resumida do livro em cassete áudio foi lançado no mesmo ano. Um filme feito para TV baseado no livro, A Dream Is a Wish Your Heart Makes: A Annette Funicello Story, foi feita em 1995.

## Circle of Stars version
A canção foi regravada pelo Disney Channel Circle of Stars, um grupo de atores e atrizes que aparecem nas séries de televisão do Disney Channel e filmes originais. O line-up foi significativamente diferente do da sua regravação de "Circle of Life" em 2004. É tiro singles # 1 na tabela da Disney, junto com topping diversas cartas ao redor do mundo.

### Performers
| Estrelas                          | Aparições na Disney                                                                    |
| --------------------------------- | -------------------------------------------------------------------------------------- |
| Raven-Symoné                      | That's So Raven & The Cheetah Girls 2 & Kim Possible                                   |
| Amy Bruckner                      | Phil of the Future & American Dragon: Jake Long                                        |
| Alyson Michalka                   | Phil of the Future, Cow Belles & Now You See It…                                       |
| Kyla Pratt                        | The Proud Family                                                                       |
| Brenda Song                       | The Suite Life of Zack and Cody, Wendy Wu: Homecoming Warrior & The Suite Life On Deck |
| Cole Sprouse                      | The Suite Life of Zack and Cody & The Suite Life On Deck                               |
| Dylan Sprouse                     | The Suite Life of Zack and Cody & The Suite Life On Deck                               |
| Orlando Brown                     | That's So Raven                                                                        |
| Ashley Tisdale                    | The Suite Life of Zack and Cody, Kim Possible, High School Musical & Phineas and Ferb  |
| Ricky Ullman                      | Phil of the Future & Pixel Perfect                                                     |
| Anneliese van der Pol Ilene Woods | That's So Raven                                                                        |

### Tracklisting
Digital tracklisting
1. "A Dream Is a Wish Your Heart Makes" (Single Version) – 3:55
2. "A Dream Is a Wish Your Heart Makes" (Christmas Version) – 3:45

### Official versions
- "A Dream Is a Wish Your Heart Makes" (Single Version) – 3:55
- "A Dream Is a Wish Your Heart Makes" (Radio Edit) – 3:39
- "A Dream Is a Wish Your Heart Makes" (Cut Live Version) – 1:21